# Sebastiano Paciolla
Sebastiano Paciolla OCist (* 2. Oktober 1962 in Barletta, Apulien; † 22. Juni 2021 in Rom) war ein italienischer Ordenspriester, römisch-katholischer Theologe sowie Rechtswissenschaftler. Er war Kirchenanwalt an der Apostolischen Signatur.

## Leben
Sebastiano Paciolla trat der Ordensgemeinschaft der Zisterzienser im Kloster Casamari bei. Nach seiner theologischen Ausbildung empfing er 1986 die Priesterweihe. Er studierte römisches und kanonisches Rechts und wurde sowohl zum Doktor der Rechte (1996) wie auch zum Doktor beider Rechte (1999) promoviert. Er war Rektor des Monastero Santi Vincenzo e Anastasio.
Paciolla war langjähriger Professor für Rechtsgeschichte und Common Law an der Päpstlichen Lateranuniversität sowie Dekan der Fakultät für Zivilrecht.
Von 2005 bis 2008 war er zudem Kirchenanwalt (Promotor iustitiae) an der römischen Rota. Am 28. Februar 2008 ernannte ihn Papst Benedikt XVI. zum Untersekretär der Kongregation für die Institute geweihten Lebens und für die Gesellschaften apostolischen Lebens. 2018 wechselte er als Sekretär des Kardinalpräfekten an die Apostolische Signatur, den höchsten Gerichtshof der römischen Kurie. 2019 erhielt er durch Papst Franziskus die Bestellung zum Kirchenanwalt an der Apostolischen Signatur.
Am 22. Jänner 2021 ernannte ihn Papst Franziskus zum Konsultor des Päpstlichen Rates für die Gesetzestexte.
Sebastiano Paciolla starb im Alter von 58 Jahren in Rom.

## Schriften (Auswahl)
- Statuto dell’ufficio dell’Abate di Casamari. Studio giuridico-sistematico (= Theses ad Lauream in Jure Canonico) Rom 1992 (zugleich Dissertation, Päpstliche Lateranuniversität 1992), OCLC 804293397.
- L’antico jus proprium della Congregatio Sancti Bernardi in Italia Rom 1999 (zugleich Dissertation, Päpstliche Lateranuniversität 1999), OCLC 313834873.